# Захолынь
Захолынь — деревня в Ярцевском районе Смоленской области России. Входит в состав Миропольского сельского поселения. Население — 19 жителей (2007 год).
Расположена в северной части области в 38 км к северо-востоку от Ярцева, в 33 км севернее автодороги М1 «Беларусь», на правом берегу реки Щемелевки. В 36 км южнее деревни расположена железнодорожная станция Свищёво на линии Москва — Минск.

## История
В годы Великой Отечественной войны деревня была оккупирована гитлеровскими войсками в июле 1941 года, освобождена в сентябре 1943 года.